# Sventevith (Storming Near the Baltic)
Sventevith (Storming Near the Baltic) — дебютный студийный альбом польской блэк/дэт-метал группы Behemoth, издан в 1995 году лейблом Pagan Records. В 1999 году альбом был переиздан лейблом Last Episode, а в 2006 году лейблом Metal Mind Productions.

## История создания
До 1992 года, группа существовала под названием «Бафомет». Первое демо под названием «Endless Damnation» было записано весной в подвале Гданьской гимназии № 12, с участием гитариста и басиста Адама «Desecrator» Малиновского. Вскоре после этого, группа пробовалась в муниципальном Доме культуры, а затем в своей комнате в приморском районе Гданьска. Behemoth как дуэт «Нергал», ранее выступавший под псевдонимом «Holocausto» и «Ваал», ранее выступавший под псевдонимом «Sodomizer» в том же году записали следующее демо — «The Return of the Northern Moon». «Rob Darken» из группы Graveland записал партии клавишных. Демо было записано в Warrior Studio в Гдыне. Демо альбом «The Return of the Northern Moon» был выпущен в начале 1993 года польским лейблом Pagan Records, а два года спустя Last Epitaph выпустил его на виниле тиражом в 500 экземпляров. В том же году к группе присоединились бас-гитарист «Baeon von Orcus» и гитарист Рафал «Frost / Browar» Брауэр.
В декабре 1993 года было записано третье демо, которое называлось «From The Pagan Vastlands». Демо было выпущено в 1995 году Pagan Records, через год на CD в США лейблом Wild Rags и Европе лейблом Nazgul’s Eyrie . Выпуск третьего демо привёл к подписанию контракта с итальянской звукозаписывающей компанией Enthropy Records.
В июле 1994 года Behemoth начали работу в студии над материалом для EP с предварительным названием «Moonspell Rites». Альбом в конечном итоге вышел под названием «And the Forests Dream Eternally» и был выпущен в тот же год Enthropy Records. Опять же, как дуэт «Нергал» и «Ваал», в декабре 1994 года, записали на лейбле Pagan Records и выпустил свой первый полноформатный альбом «Sventevith (Storming Near the Baltic)», совместно с клавишником Cezarego «Cezara» Augustynowicza, основателя группы Christ Agony. «Seventevith» годом позже был выпущен компакт-диском на лейбле Enthropy Records. На содержании альбома в первую очередь сказались языческие верования. Альбом был хорошо принят фанатами и критиками, в результате чего был заключён контракт с немецким лейблом Solistitium Records ещё на два полноценных альбома.

## Обложка
Обложка альбома изображает «Храм Сварога» художника Станислава Якубовского.

## Список композиций
Слова и музыка всех песен — написал Адам Дарский, кроме «Ancient» и «Hell Dwells in Ice», которые были написаны и исполнены польской блэк-метал-группой Demonious.
| №   | Название                     | Длительность |
| --- | ---------------------------- | ------------ |
| 1.  | «Chant of the Eastern Lands» | 5:43         |
| 2.  | «The Touch of Nya»           | 0:57         |
| 3.  | «From the Pagan Vastlands»   | 4:30         |
| 4.  | «Hidden in a Fog»            | 6:49         |
| 5.  | «Ancient»                    | 2:01         |
| 6.  | «Entering the Faustian Soul» | 5:35         |
| 7.  | «Forgotten Cult of Aldaron»  | 4:35         |
| 8.  | «Wolves Guard My Coffin»     | 4:29         |
| 9.  | «Hell Dwells in Ice»         | 5:50         |
| 10. | «Transylvanian Forest»       | 4:53         |

| №   | Название                                | Длительность |
| --- | --------------------------------------- | ------------ |
| 11. | «Sventevith (Storming Near the Baltic)» | 5:59         |

## Участники записи
- Адам Дарский — вокал, гитара, бас-гитара, сведение
- Baal Ravenlock — ударные инструменты, сведение

Приглашённые
- Cezar — синтезатор

Другие
- Dark Arts — обложка и оформление альбома
- Томаш Данилович — концепция обложки, макет
- Кшиштоф Машота — инженеринг